# Fabrizio Cruciani
Fabrizio Cruciani (1942 – Roma, 31 agosto 1992) è stato un francesista e critico teatrale italiano.

## Biografia
Laureato con Giovanni Macchia alla Sapienza, fu studioso di storia del teatro, docente dal 1971 al DAMS di Bologna, membro del direttivo dell'ISTA diretta da Eugenio Barba e cofondatore nel 1986 della rivista "Teatro e Storia" e redattore di altre riviste come "Quaderni di teatro" e "Biblioteca teatrale". Animatore di manifestazioni teatrali, tra le quali il "Festival di Sant'Arcangelo", dirigeva una collana di teatro per l'editrice La casa Usher e i quaderni del Centro per la sperimentazione e la ricerca teatrale di Pontedera.
Tra i suoi studi più importanti, in diverse ristampe, Civiltà teatrale nel XX secolo e Lo spazio del teatro. Si occupò inoltre di teatro nel Rinascimento, teatro di strada e pedagogia dell'attore.

## Opere
- cura di Il Teatro del Campidoglio e le feste romane del 1513, Il polifilo, Milano 1968
- Jacques Copeau. Studio di una poetica, Bulzoni, Roma 1969
- Il teatro a Roma nel Rinascimento, Bulzoni, Roma 1969
- Jacques Copeau, o Le aporie del teatro moderno, Bulzoni, Roma 1971
- prefazione a Asja Lacis, Professione: rivoluzionaria, con un saggio di Eugenia Casini-Ropa, Feltrinelli, Milano 1976
- cura di L'invenzione del teatro. Studi sullo spettacolo del Cinquecento, numero monografico di "Biblioteca teatrale", 15/16, 1976
- introduzione a Platon Keržencev, Il teatro creativo, Bulzoni, Roma 1979
- Parlare di teatro, ovvero il teatro non è il teatro, in Erminia Artese (a cura di), Il teatro italiano oggi, Lerici, Roma 1980
- cura di La cultura materiale del teatro, numero monografico di "Quaderni di teatro", 10, 1980
- introduzione (con Ferdinando Taviani) a Konstantin Stanislavskij, L'attore creativo, a cura di Fabrizio Cruciani e Clelia Falletti, La casa Usher, Firenze 1980; poi come Lezioni al teatro Bol'soj, a cura di Fabrizio Cruciani e Clelia Falletti, Audino, Roma 2004 ISBN 88-7527-149-6
- (con Dario Borzacchini), L'uomo, i teatro, il paesaggio, in Paesaggio, immagine e realtà, Electa, Milano 1981
- Teatro nel Rinascimento. Roma 1450-1550, Roma 1983 - Premio Pirandello
- Teatri di disturbo e teatri di liturgia, in "Quaderni di teatro", 19, 1983
- Processo creativo, in Nicola Savarese (a cura di), Anatomia del teatro, La casa Usher, Firenze 1983
- Unità e molteplicità delle arti dello spettacolo, in Enciclopedia Europea, vol. XII, Garzanti, Milano 1984
- Storia e storiogragia del teatro: saggio bibliografico, in "Quaderni di teatro", 1, 1984
- Teatro nel Novecento. Registi pedagoghi e comunità teatrali del XX secolo, Sansoni, Firenze 1985
- introduzione (con Ferdinando Taviani) a Glynne Wickham, Storia del teatro, Il Mulino, Bologna 1985
- presentazione di Charles Dullin, La ricerca degli dei. Pedagogia di attore e professione di teatro, a cura di Daniele Seragnoli, La casa Usher, Firenze 1986
- cura (con Clelia Falletti) di Civiltà teatrale nel XX secolo, Il Mulino, Bologna 1986 ISBN 88-15-01152-8
- (con Daniele Seragnoli), Il teatro italiano nel Rinascimento, Il Mulino, Bologna 1987 ISBN 88-15-01435-7
- presentazione e cura di Pierre Francastel, Guardare il teatro, Il Mulino, Bologna 1987
- contributi in Letteratura e conoscenza. Storia e antologia della letteratura italiana, a cura di Riccardo Scrivano, 3 voll., D'Anna, Messina-Firenze 1988
- (con Nicola Savarese), Guide bibliografiche. Teatro, Garzanti, Milano 1991
- (con Clelia Falletti) Promemoria del teatro di strada, Teatro Telaio, Brescia-Bergamo 1992
- Lo spazio del teatro, Laterza, Bari-Roma, 1992 ISBN 978-88-420-3972-3
- Registi, pedagoghi e comunità teatrali del Novecento (e scritti inediti), nuova ed. ampliata, premessa di Claudio Meldolesi, E & A, Roma 1995 ISBN 88-89-03638-9
- Esempi occidentali in Eugenio Barba e Nicola Savarese (a cura di), L'arte segreta dell'attore, Argo, Lecce 1996